# Litworowy Próg

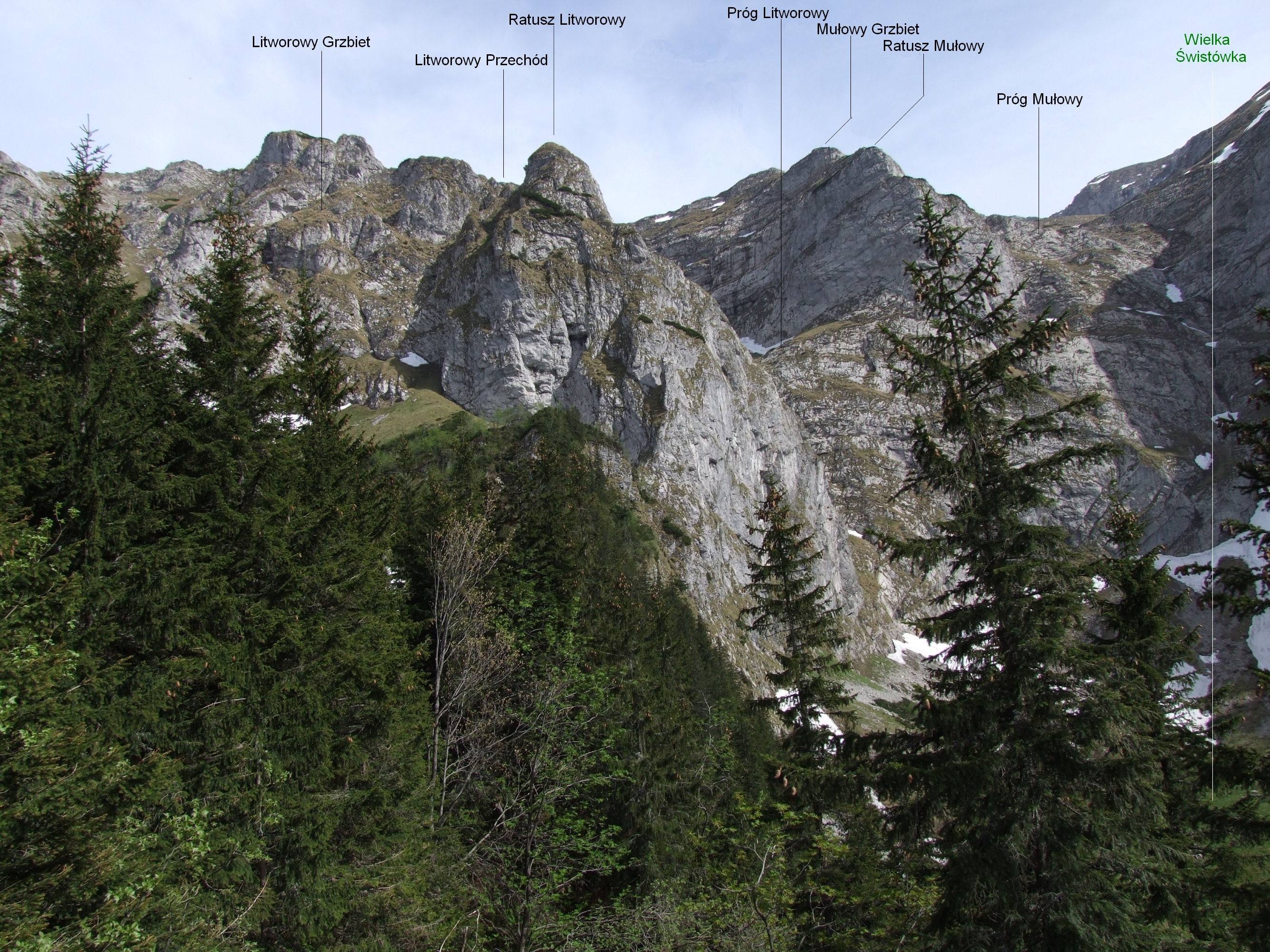
Dolina Miętusia. W głębi Próg Litworowy

Litworowy Próg, Litworowe Spady – urwisty trawiasto-skalisty próg w Tatrach Zachodnich. Oddziela niżej położoną Wielką Świstówkę w Dolinie Miętusiej od Doliny Litworowej zawieszonej w stokach Czerwonych Wierchów. Jego wysokość to około 150 metrów (od 1440 do 1590 m). Od strony północnej próg dochodzi do Ratusza Litworowego, od południowo-zachodniej do Ratusza Mułowego. Najbardziej stroma jest prawa część Litworowego Progu, przechodząca płynnie w ściany Ratusza Mułowego (znajduje się tu jaskinia Szczelina na Drodze Steckiego). Po lewej stronie próg jest natomiast ograniczony głębokim kominem. Znajduje się w nim jaskinia Dziura w Progu Litworowym.
Przejście przez Litworowy Próg jest bardzo trudne. Było to miejsce wypadków turystów, którzy gubili się przy schodzeniu z Czerwony Wierchów. Ratownicy TOPR przechodzili próg już w latach międzywojennych.
Drugim z progów w górnych partiach Doliny Miętusiej jest Mułowy Próg.